# Sullivan Knoll
Der Sullivan Knoll ist ein vereinzelter Nunatak in der Britannia Range des Transantarktischen Gebirges. Er ragt auf halbem Weg zwischen den Marty-Nunatakkern und den Ravens Mountains auf.
Das Advisory Committee on Antarctic Names benannte ihn 2009 nach dem Elektrotechniker Paul J. Sullivan, der zwischen 1994 und 2009 mehrfach im Dienst des United States Antarctic Program auf der McMurdo- und der Amundsen-Scott-Südpolstation im Einsatz war.